# Jean-Baptiste Bénard de la Harpe
Jean-Baptiste Bénard de la Harpe (1683-1765) também identificado como Bernard de la Harpe foi um explorador francês . A ele é atribuído a descoberta de Little Rock, atual capital do estado norte-americano Arkansas, ao sul do rio com o mesmo nome.